# Sülzetal
Sülzetal es un municipio situado en el distrito de Börde, en el estado federado de Sajonia-Anhalt (Alemania), a una altitud de 83 metros. Su población a finales de 2015 era de unos 9000 habitantes y su densidad poblacional, 88 hab/km².